# Nemognatha impressicollis
Nemognatha impressicollis là một loài bọ cánh cứng trong họ Meloidae. Loài này được Beauregard miêu tả khoa học năm 1890.